# Paraxerus cepapi
Espèce
Statut de conservation UICN

 LC  : Préoccupation mineure
Paraxerus cepapi est un rongeur diurne qui s'apparente à un écureuil. Il vit principalement dans le sud-est de l'Afrique.

## Description

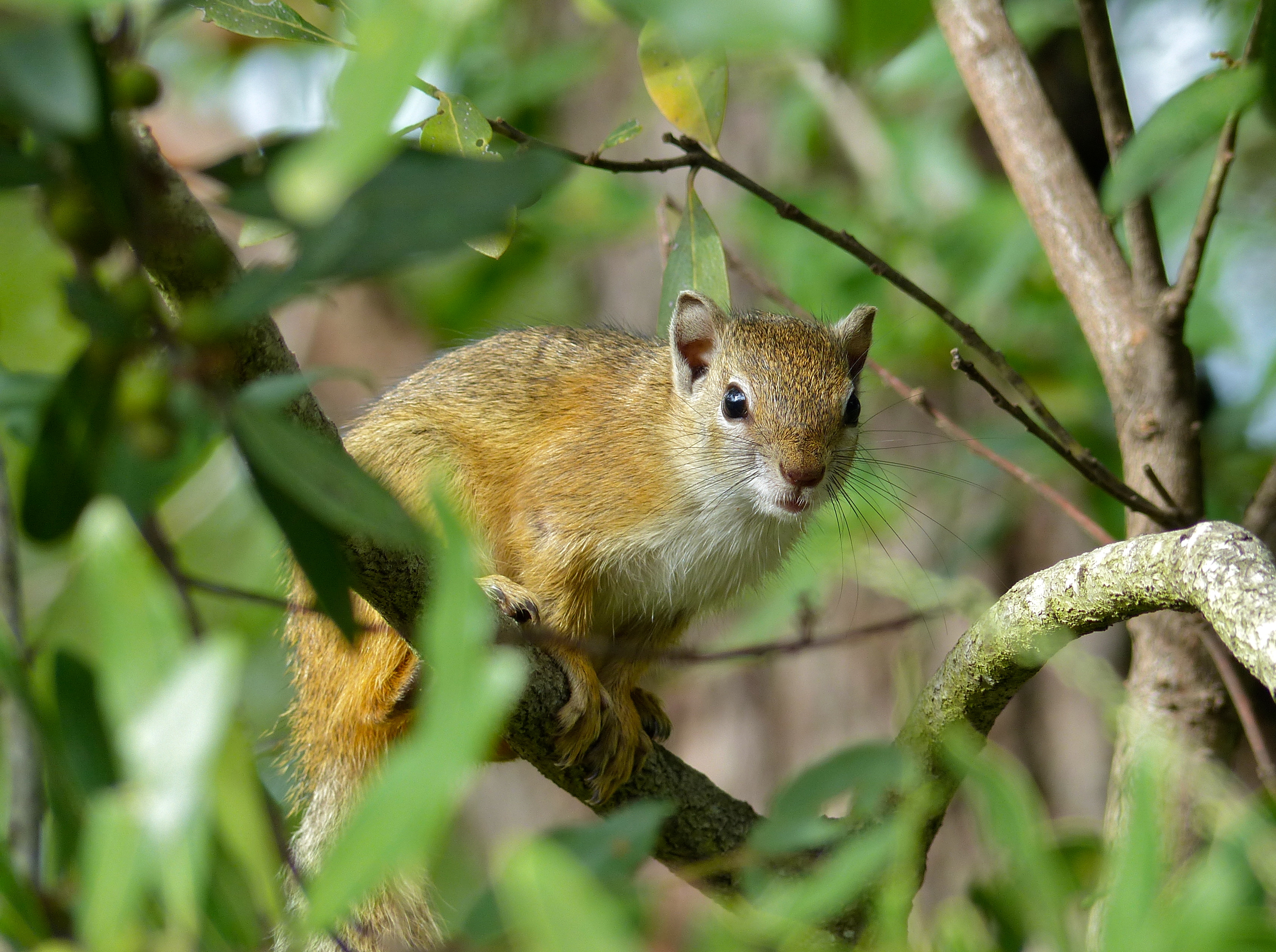
Paraxerus cepapi (Parc national Kruger, Afrique du Sud)

Cet animal mesure généralement moins de 35 cm, la queue comprise. Celle-ci peut d'ailleurs atteindre la moitié de la taille totale d'un individu. Paraxerus cepapi pèse environ 200 g. La couleur de sa fourrure est différente selon les régions sauf le ventre qui est toujours blanc. En effet, dans les régions sèches de sa répartition géographique le pelage est gris clair alors qu'il tend vers le marron dans les zones plus humides. À l'ouest de sa répartition, les individus possèdent une tache jaunâtre sur le torse, cette tache est blanche à l'est.

## Répartition et habitat

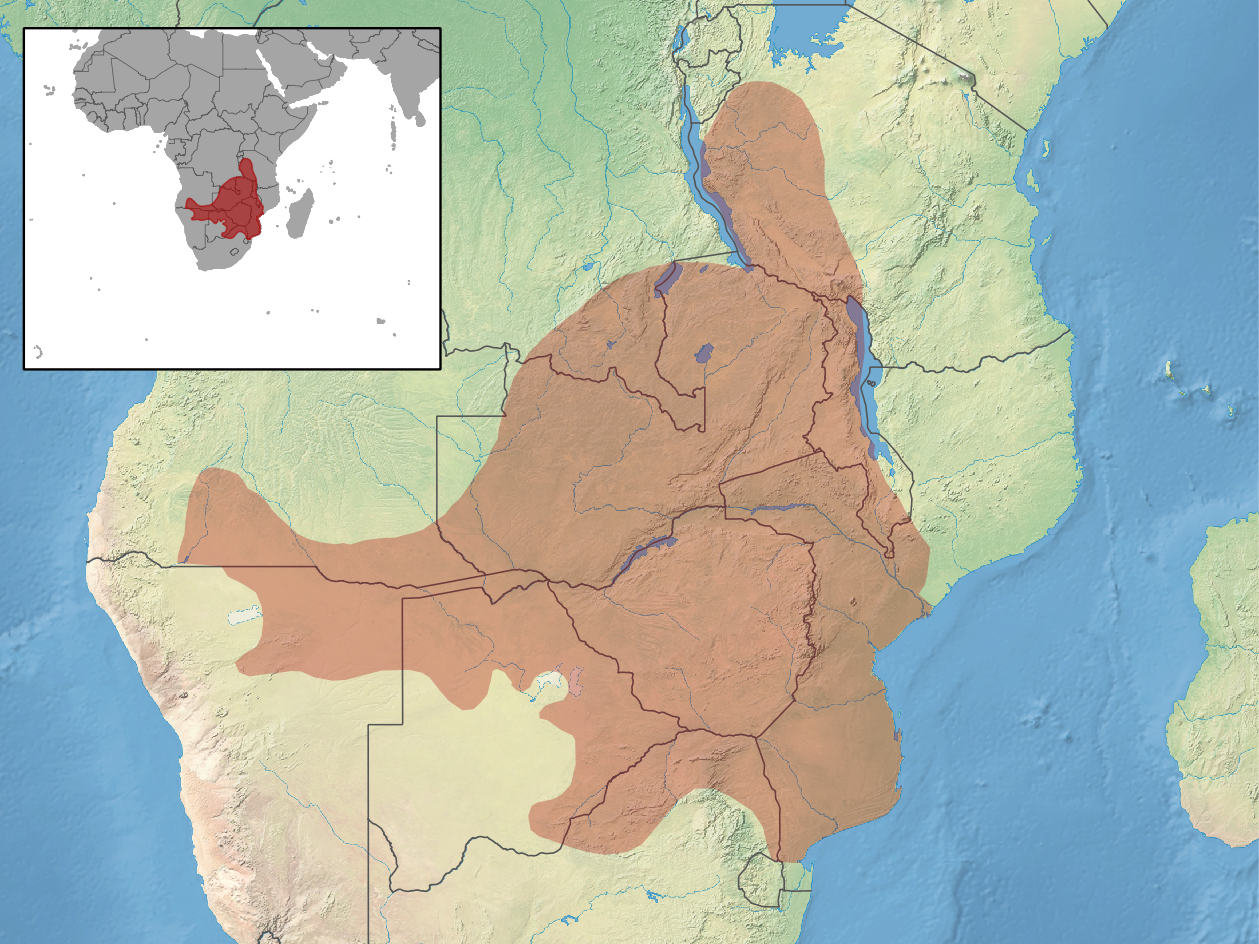
Répartition géographique de Paraxerus cepapi.

L'espèce vit dans plusieurs pays du centre et du sud-est de l'Afrique parmi lesquels l'Angola, la Namibie, le Botswana, le Zimbabwe, la République démocratique du Congo, la Tanzanie, le Malawi, la Zambie, le Mozambique et l'Afrique du Sud.
Paraxerus cepapi est surtout présent dans des environnements de savane boisée où poussent le mopane et certaines espèces du genre acacia.

## Écologie et comportement
Même si les individus passent la majorité de leur temps dans les arbres, ils sont régulièrement amenés à en descendre pour se mettre à la recherche de nourriture. Leur alimentation est principalement composée de plantes (racines, bourgeons, herbes, baies) mais comprend aussi quelques insectes, notamment des fourmis. 

À la tombée de la nuit, les membres d'un même groupe se réunissent par famille et dorment dans le creux d'un arbre. Cet animal très alerte s'organise en groupe pour faire face aux menaces : si un prédateur inquiète le groupe, chacun des membres émet un son sec de plus en plus fort et effectue de petits coups vifs avec la queue. Des individus solitaires existent également, ceux-ci seraient plus prudents encore. Si malgré ces mesures la menace se poursuit, l'animal s'enfuit vers l'arbre le plus proche, s'étend contre une branche et fait le mort. 

Les jeunes, généralement entre un et trois par portée, sont sevrés après trois semaines. La nourriture rapportée au nid est ensuite réservée aux parents, cela force ainsi les jeunes à apprendre à affronter le monde extérieur.